# 佐野繁次郎
佐野 繁次郎（さの しげじろう、1900年1月22日 - 1987年12月2日）は、大阪府大阪市出身の洋画家。

## 経歴
大阪市船場の筆墨商の家に生まれる。小出楢重に師事し、信濃橋洋画研究所に学び二科展に出品。昭和初期より横光利一「寝園」の挿画や著作の装幀、挿画をはじめとして多数手掛ける。
1937年（昭和12年）にフランスに渡り、パリのアカデミー・ジュリアンに学ぶ。この際にアンリ・マティスに師事、ジョアン・ミロとも交流する。戦後は二紀会の創設に参加。パピリオ化粧品の重役としても活躍。パッケージデザインも手掛けた。
文学者との交流も多く、1936年に横光が渡欧した際は、川端康成、中山義秀、片岡鉄兵らと神戸まで見送りに行った。また1949年には舟橋聖一が佐野とその妻をモデルとする『花の素顔』を連載していたが、小説と同じように実際にも離婚騒ぎを起こしたことで話題となった。
佐野繁次郎が装丁を手掛けた書籍も数多くあり、それを蒐集する美術関係者も少なくない。2008年に佐野本コレクター西村義孝による装丁本を集めた『佐野繁次郎装幀集成』が出された。

## 文献
- 『佐野繁次郎装幀集成－西村コレクションを中心として』

西村義孝 編著、みずのわ出版、2008年、増補版2024年